# Heinrich Scharrelmann
Heinrich Ludwig Friedrich Scharrelmann (* 1. Dezember 1871 in Bremen; † 8. August 1940 in Leipzig) war ein Bremer Schulleiter, Pädagoge und Schriftsteller, der  den Arbeits- und Gemeinschaftsschulgedanken förderte und eine erlebnis- und heimatbetonte Pädagogik vertrat.

## Biografie
Scharrelmann, Sohn eines Kolonialwarenhändlers, besuchte von 1886 bis 1891 das Bremer Lehrerseminar. Er war der Bruder des Pädagogen und Schriftstellers Wilhelm Scharrelmann. Seit 1891 arbeitete Scharrelmann als Volksschullehrer in Bremen. 1896 heiratete er Antonie Isenbeck (1872–1927), mit der er zwei Söhne und zwei Töchter hatte. Seit 1904 war Scharrelmann Mitglied des Guttemplerordens.
Zusammen mit Fritz Gansberg, beide wurden durch den Pädagogen Georg Credner beeinflusst, setzte er reformpädagogische Ansätze der Kunsterzieherbewegung im Kreis der Bremer Reformlehrer am Anfang des 20. Jahrhunderts in der Praxis an Schulen um.
1904 forderte Scharrelmann im Sinne einer Vertiefung der Kunstbewegung, die Kunst in der Schule als ein gestaltendes Prinzip des Unterrichts zu verstehen (nicht die Religion). Er meinte weniger eine Erziehung zur Kunst als vielmehr (Unterrichts-)Kunst zum Zweck der Erziehung. Scharrelmann war ein Gegner der herkömmlichen Schulaufsicht.
Im Streit um die Daseinsberechtigung von Religion an Schulen zum Anfang des 20. Jahrhunderts stellte Scharrelmann die These auf, dass Religion nicht auf kognitive Aneignung von Wissensstoff, sondern auf die emotionale Vorbereitung einer bestimmten Haltung der Weltwahrnehmung abzielen müsse. Weil diese seiner Meinung nach aber in allen Unterrichtsfächern angebahnt werden könne und solle, bedürfe es keines eigenen Unterrichts für das Fach Religion. Jeder Unterricht solle Religionsunterricht sein.
Scharrelmann und seine Mitstreiter bewirkten eine pädagogische und politische Radikalisierung der Bremischen Volksschullehrerschaft. Er war Mitbegründer und Herausgeber der Zeitschrift Roland – Monatschrift für Freiheitliche Erziehung in Haus und Schule, die von 1905 bis 1914 im Verlag von Alfred Janssen erschien.
Scharrelmanns Wirken ist – wie fast die gesamte Reformpädagogik – von einer erheblichen Ambivalenz gekennzeichnet. Besondere Bedeutung erhielt seine Arbeit im Bereich des Deutschunterrichts und des Heimatkundeunterrichts. Wesentliche Einflussfaktoren auf sein Denken waren Kunsterziehungsbewegung, Heimatbewegung und Lebensreformbewegung.
Kritiker bemängelten bei Scharrelmann eine Diskrepanz zwischen Theorie und persönlicher Praxis sowie Impulsivität und ein gewisses Geltungsbedürfnis.
Scharrelmann schied 1909 freiwillig und unter Verzicht auf seine Pension aus dem Bremischen Schuldienst aus, nachdem er in einem Disziplinarverfahren wegen ungenehmigter Unterrichtsexperimente zu einer hohen Geldstrafe verurteilt worden war, und ging nach Kressbronn. 1909 übernahm er die Schriftleitung der Zeitschrift der Reformer Roland. 1910 wechselte er als Lehrer an eine private Mädchenschule nach Hamburg. 1913 ging er als Privatlehrer an eine Schule nach Ludwigshafen am Bodensee, kehrte aber 1915 nach Bremen zurück. 1916/17 diente er als Soldat in Lothringen. Danach war er kurz an einer Reformschule in Mainz tätig, später als Telefonstenograph bei einer Bremer Zeitung. 
1919 fand Scharrelmann wieder Verwendung im Bremischen Volksschulwesen. Ab 1920 war er Rektor der Versuchsschule Schleswiger-Straße, eine freigeistig-sozialistische Lebensgemeinschaftsschule in Bremen, in der er Ideen der Erlebnispädagogik anwandte. Nach Konflikten mit dem Lehrerkollegium wegen seiner Hinwendung zu einer religiös-mythischen Weltdeutung schied er schon 1921 aus seinem Amt. 1927 wurde er in den Ruhestand versetzt. 
Scharrelmann glaubte seine reformerischen Vorstellungen im Nationalsozialistischen Lehrerbund (NSLB) und in der NSDAP verwirklichen zu können. Seit 1931 beteiligte er sich an Agitationen der Nationalsozialisten. Er war von März bis Mai 1933 kurzzeitig Fachberater für das Volksschulwesen in Bremen. Sein Wirken beschränkte sich aber wohl auf die „Säuberung“ der Schulbibliotheken. 1939 trat er aus der Partei aus. 
Scharrelmann wurde in Ludwigshafen am Bodensee beigesetzt.

## Ehrungen
- Benennung einer Grundschule nach Heinrich Scharrelmann in Berlin-Neukölln

## Werke
- Herzhafter Unterricht. 1902
- Aus Heimat und Kindheit und glücklicher Zeit. Band 1, 1903; Band 2, 1926; Band 3, 1925; Band 4, 1927
- Weg zur Kraft. 1904
- Heute und vor Zeiten. 1905
- Im Rahmen des Alltags. 1908
- Fröhliche Kinder. 1906 (Digitalisat).
- Der Geburtstag. 1907
- In der Zeichenstunde. 1908
- Berni als kleiner Junge. Hamburg, Janssen: 1908
- Goldene Heimat. 1908
- Aus meiner Werkstatt. 1909
- Berni aus seiner ersten Schulzeit. 1912
- Berni im Seebade. 1912
- Der Däumling. 1912
- Erlebte Pädagogik. 1912
- Pinkepanks Weihnachten. 1912
- Das Malen und Zeichnen. 1913
- Plaudereien über mein Leben und Schaffen. 1913
- Die Großstadt. Eine Sammlung belehrender Jugendschriften. 1914
- Produktive Geometrie. 1914
- Aus der Geschichte einer alten deutschen Stadt. 1914
- Die Tarnkappe. 1917
- Berni im Seebade. 1918
- Die Technik des Schilderns und Erzählens. 1919
- In Popenburg. 1921
- Plaudereien über mein Leben und Schaffen. 1921
- Sonniger Alltag. 1921
- Berni lernt Menschen kennen. 1922
- Aus meiner Werkstatt. 1922
- Religion von der Straße. 1922
- Bausteine für intime Pädagogik. Heft 1, 1922; Heft 2, 1922; Heft 3, 1923; Heft 4, 1924; Heft 5, 1924
- Von der großen Umkehr. 1924
- Berni. Ein kleiner Junge. Was er sah und hörte als er noch nicht zur Schule ging. 1926
- Berni lernt Menschen verstehen. 1926
- Hexe Kaukau. 1926, online-Ausgabe der DNB
- Billi der Hund. 1927
- Vom strahlenden Leben. 1927
- Die Kunst der Vorbereitung auf den Unterricht. 1928
- Inges Weihnachten. 1928
- Der Kindergarten. 1929
- So hab ich´s gemacht. 1929
- Der große Garten. 1932
- Elli. 1932
- Elli im Harz. 1932
- Kickerick. 1932
- Körners Kinder. 1932
- Im Herbst. 1933
- Von der Lernschule über die Arbeitsschule zur Charakterschule. 1937